# Chung kết AFC Champions League 2015
Chung kết AFC Champions League 2015 là trận chung kết của AFC Champions League 2015, mùa giải thứ 34 của AFC Champions League, giải đấu vô địch các câu lạc bộ châu Á cao nhất do AFC tổ chức, và là trận đấu thứ 13 kể từ khi giải mang tên chính thức AFC Champions League. Trận đấu diễn ra theo hai hình thức lượt đi và lượt về giữa đội bóng Trung Quốc Quảng Châu Hằng Đại và Al-Ahli. Trận đấu lượt đi được tổ chức trên Sân vận động Al-Rashid của Al-Ahli tại Dubai ngày 7 tháng 11, trong khi trận lượt về diễn ra trên Sân vận động Thiên Hà tại Quảng Châu ngày 21 tháng 11 năm 2015. Quảng Châu Hằng Đại đã giành chiến thắng chung cuộc 1-0 và giành quyền đại diện cho châu Á tham dự vòng tứ kết của Giải vô địch bóng đá thế giới các câu lạc bộ 2015.

## Địa điểm thi đấu

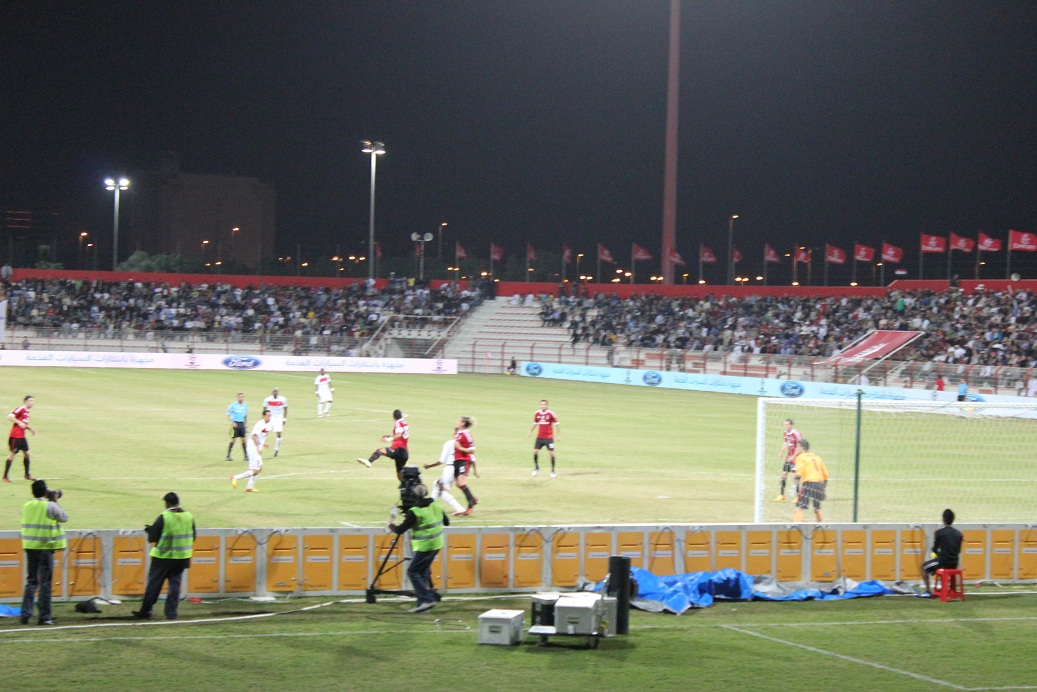
Sân vận động Al-Rashid tổ chức trận chung kết lượt đi.

Chung kết AFC Champions League 2015 được tổ chức dưới hai hình thức lượt đi và lượt về trên sân đấu của cả hai đội góp mặt trong chung kết. Đây là năm thứ ba liên tiếp AFC tổ chức thể thức thi đấu như vậy. Sân nhà của Al-Ahli là Sân vận động Al-Rashid với sức chứa 9,415, nằm ở thành phố Dubai sẽ diễn ra trận lượt đi.
Có hai trận chung kết trước đó từng tổ chức tại Các Tiểu vương quốc Ả Rập Thống nhất. Trận thứ nhất là trận lượt đi chung kết 2002–03 khi Al Ain đánh bại BEC Tero Sasana 2-0 trên Sân vận động Tahnoun bin Mohammed, sau đó họ giành chiến thắng chung cuộc 2-1 để lên ngôi vô địch. Trận đấu thứ hai diễn ra 10 năm sau, ở lượt đi trận chung kết 2005 khi Al Ain bị đội bóng của Ả Rập Xê Út Ittihad đánh bại và sau đó chính đội bóng này giành chức vô địch với chiến thắng chung cuộc 3-5.

## Luật chơi
Trận chung kết diễn ra theo hai thể thức lượt đi và về, với thứ tự lượt trận quyết định bằng cách rút thăm. Luật bàn thắng sân khách, hiệp phụ (bàn thắng sân khách không tính trong hiệp phụ) và loạt sút lân lưu sẽ được sử dụng để xác định đội thắng cuộc nếu cần thiết.

## Kết quả chi tiết

### Lượt đi

#### Chi tiết
| Al-Ahli | 0–0      | Quảng Châu Hằng Đại |
| ------- | -------- | ------------------- |
|         | Chi tiết |                     |

| Al-Ahli | Quảng Châu Hằng Đại |

| GK               | 12 | Ahmed Mahmoud     |       |     |
| RB               | 26 | Abdulaziz Haikel  | 84'   |     |
| CB               | 2  | Salmin Khamis     |       |     |
| CB               | 21 | Kwon Kyung-won    | 90+3' |     |
| LB               | 62 | Abdelaziz Sanqour |       | 72' |
| RM               | 8  | Everton Ribeiro   |       | 90' |
| CM               | 88 | Majed Hassan      |       |     |
| LM               | 4  | Habib Fardan      |       |     |
| RF               | 11 | Ahmed Khalil (c)  |       | 88' |
| CF               | 9  | Lima              |       |     |
| LF               | 7  | Ismail Al Hammadi |       |     |
| Dự bị:           |    |                   |       |     |
| GK               | 55 | Majed Naser       |       |     |
| DF               | 5  | Walid Abbas       |       | 72' |
| DF               | 80 | Humaid Abdulla    |       | 88' |
| DF               | 77 | Yousef Al Sayed   |       |     |
| MF               | 6  | Hassan Abdurahman |       |     |
| MF               | 71 | Nawaf Mubarak     |       |     |
| FW               | 14 | Oussama Assaidi   |       | 90' |
| Huấn luyện viên: |    |                   |       |     |
| Cosmin Olăroiu   |    |                   |       |     |

| GK                  | 19 | Zeng Cheng      |     |     |
| RB                  | 5  | Zhang Linpeng   |     |     |
| CB                  | 3  | Mei Fang        | 80' |     |
| CB                  | 6  | Feng Xiaoting   |     |     |
| LB                  | 35 | Li Xuepeng      |     | 70' |
| CM                  | 8  | Paulinho        |     |     |
| CM                  | 10 | Trịnh Trí (c)   |     |     |
| RW                  | 16 | Huang Bowen     |     |     |
| AM                  | 11 | Ricardo Goulart |     | 59' |
| LW                  | 27 | Zheng Long      |     | 46' |
| CF                  | 9  | Elkeson         | 36' |     |
| Dự bị:              |    |                 |     |     |
| GK                  | 22 | Li Shuai        |     |     |
| DF                  | 17 | Liu Jian        |     |     |
| MF                  | 2  | Liao Lisheng    |     |     |
| MF                  | 12 | Wang Shangyuan  |     |     |
| MF                  | 20 | Yu Hanchao      |     | 59' |
| MF                  | 25 | Zou Zheng       |     | 70' |
| FW                  | 29 | Gao Lin         |     | 46' |
| Huấn luyện viên:    |    |                 |     |     |
| Luiz Felipe Scolari |    |                 |     |     |

| Cầu thủ xuất nhất trận của AFC: Trịnh Trí (Quảng Châu Hằng Đại) Trợ lý trọng tài: Jeong Hae-sang (Hàn Quốc) Yoon Kwang-yeol (Hàn Quốc) Trọng tài thứ tư: Kim Hee-gon (Hàn Quốc) |

#### Thống kê
|                | Al-Ahli | Quảng Châu Hằng Đại |
| -------------- | ------- | ------------------- |
| Bàn thắng      | 0       | 0                   |
| Tổng cú sút    | 2       | 5                   |
| Sút trúng đích | 1       | 1                   |
| Cứu thua       | 1       | 1                   |
| Kiểm soát bóng | 41%     | 59%                 |
| Phạt góc       | 3       | 5                   |
| Phạm lỗi       | 7       | 4                   |
| Việt vị        | 1       | 0                   |
| Thẻ vàng       | 0       | 1                   |
| Thẻ đỏ         | 0       | 0                   |

|                | Al-Ahli | Quảng Châu Hằng Đại |
| -------------- | ------- | ------------------- |
| Bàn thắng      | 0       | 0                   |
| Tổng cú sút    | 4       | 3                   |
| Sút trúng đích | 3       | 3                   |
| Cứu thua       | 2       | 3                   |
| Kiểm soát bóng | 47%     | 53%                 |
| Phạt góc       | 4       | 1                   |
| Phạm lỗi       | 13      | 4                   |
| Việt vị        | 1       | 0                   |
| Thẻ vàng       | 1       | 1                   |
| Thẻ đỏ         | 1       | 0                   |

|                | Al-Ahli | Quảng Châu Hằng Đại |
| -------------- | ------- | ------------------- |
| Bàn thắng      | 0       | 0                   |
| Tổng cú sút    | 6       | 8                   |
| Sút trúng đích | 4       | 4                   |
| Cứu thua       | 3       | 4                   |
| Kiểm soát bóng | 47%     | 53%                 |
| Phạt góc       | 7       | 6                   |
| Phạm lỗi       | 20      | 8                   |
| Việt vị        | 2       | 0                   |
| Thẻ vàng       | 1       | 2                   |
| Thẻ đỏ         | 1       | 0                   |